# Atractodes magnus
Atractodes magnus là một loài tò vò trong họ Ichneumonidae.